# Badjawr
Badjawr és una regió muntanyosa sota administració del Pakistan formada pels estats de Dhir (al nord i est), Swat (est) i Chitral. Limita al sud-est i sud amb el territori tribal dels utman khels i dels mohmund, i a l'oest amb l'Afganistan. Cobreix una superfície d'uns 10.000km². És el país dels paixtus trakanri dividits en quatre subgrups (isaizays, salarzays, mamunds i ismailzays). El kan de Nawagai reclama jurisdicció sobre totes les tribus de la regió. La fortalesa de Badjawr fou conquerida per Babur el 1519. El 1585 en aquesta regió va patir una greu derrota Akbar el Gran a mans dels yusufzays. Sota el regnat de Aurangzeb els habitants de la regió van atacar moltes vegades territori mogol. El 1863 es van oposar als britànics durant la campanya d'Ambeyla, i altre cop en la guerra fronterera del 1897.